# Rue Michel-Sicre
La rue Michel-Sicre est une voie de la commune de Reims, située au sein du département de la Marne, en région Grand Est.

## Situation et accès
La rue de Vesle appartient administrativement au quartier pont-de-Witry et encercle une partie du parc éponyme.

## Origine du nom
Elle porte le nom de Michel Sicre (1901-1972), maire de la ville de 1945 à 1947.

## Historique
Elle prend sa dénomination actuelle en 1974.